# Traian Brăileanu
Traian Brăileanu (n. 14 septembrie 1882, Bilca, România – d. 3 octombrie 1947, Aiud, Alba, România) a fost un profesor și politician legionar român, care a îndeplinit funcția de ministru al Educației naționale, Artelor și Cultelor în Guvernul Ion Antonescu (2) (14 septembrie 1940 - 21 ianuarie 1941).
A făcut liceul în Rădăuți. A fost licențiat al Facultății de Filosofie din Cernăuți, profesor la Liceul „Aron Pumnul“, doctor al Universității din Cernăuți (1909), decan al Facultății de Litere și Filosofie din aceeași localitate, membru al Academiei de Științe Politice de pe lângă Columbia University din New York. A tradus din Aristotel și Kant, inclusiv Critica Rațiunii Pure. A primit oferta de a primi o catedră la Universitatea din Viena, dar a refuzat.

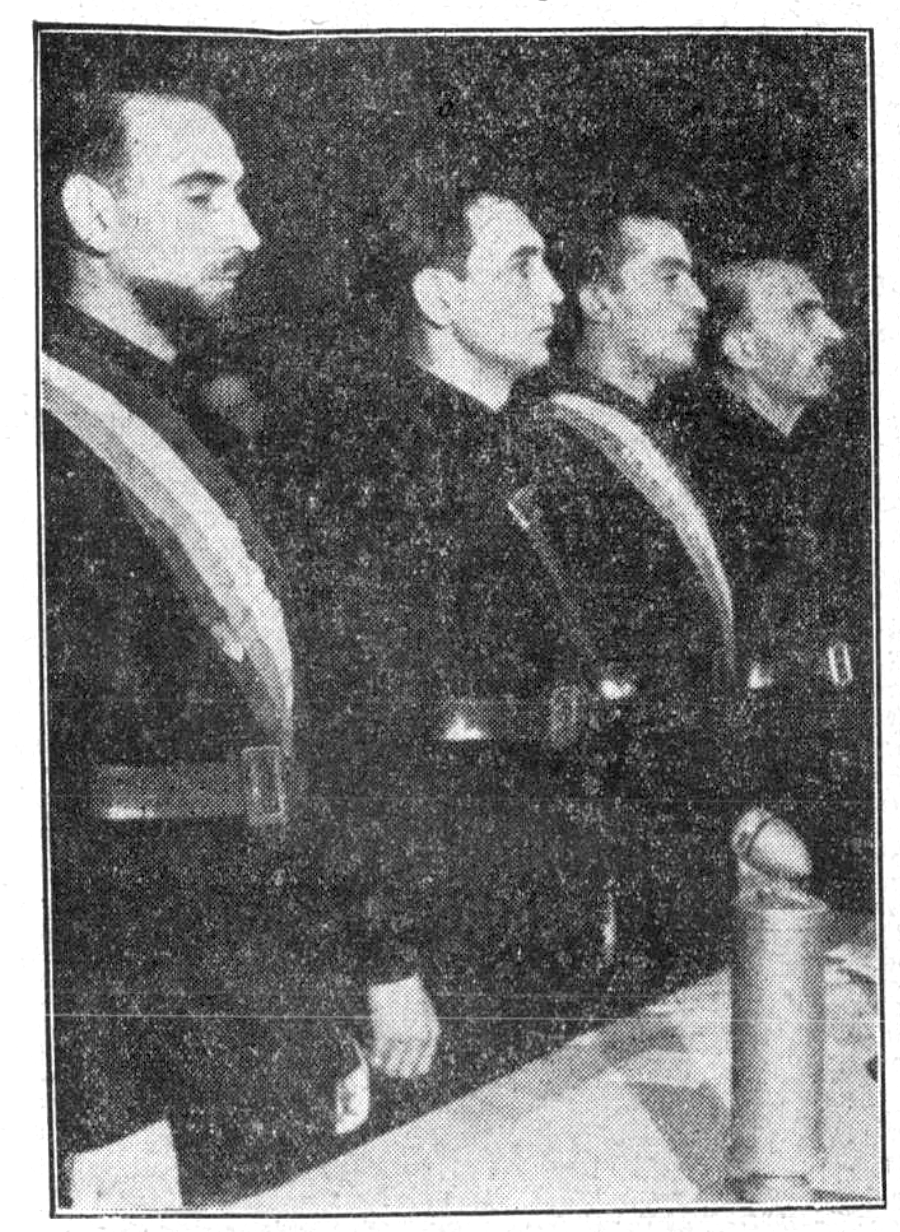
Sărbătoarea studențimii (1940). De la dreapta la stânga, Traian Brăileanu, Viorel Trifa, Horia Sima (liderul Gărzii de Fier), Valeriu Neagoe

Brăileanu a fost unul din membrii fondatori ai Senatului Legionar. Porecla lui era Socrate, o parte din studenți chiar l-au numit astfel în timpul proceselor ce au urmat.

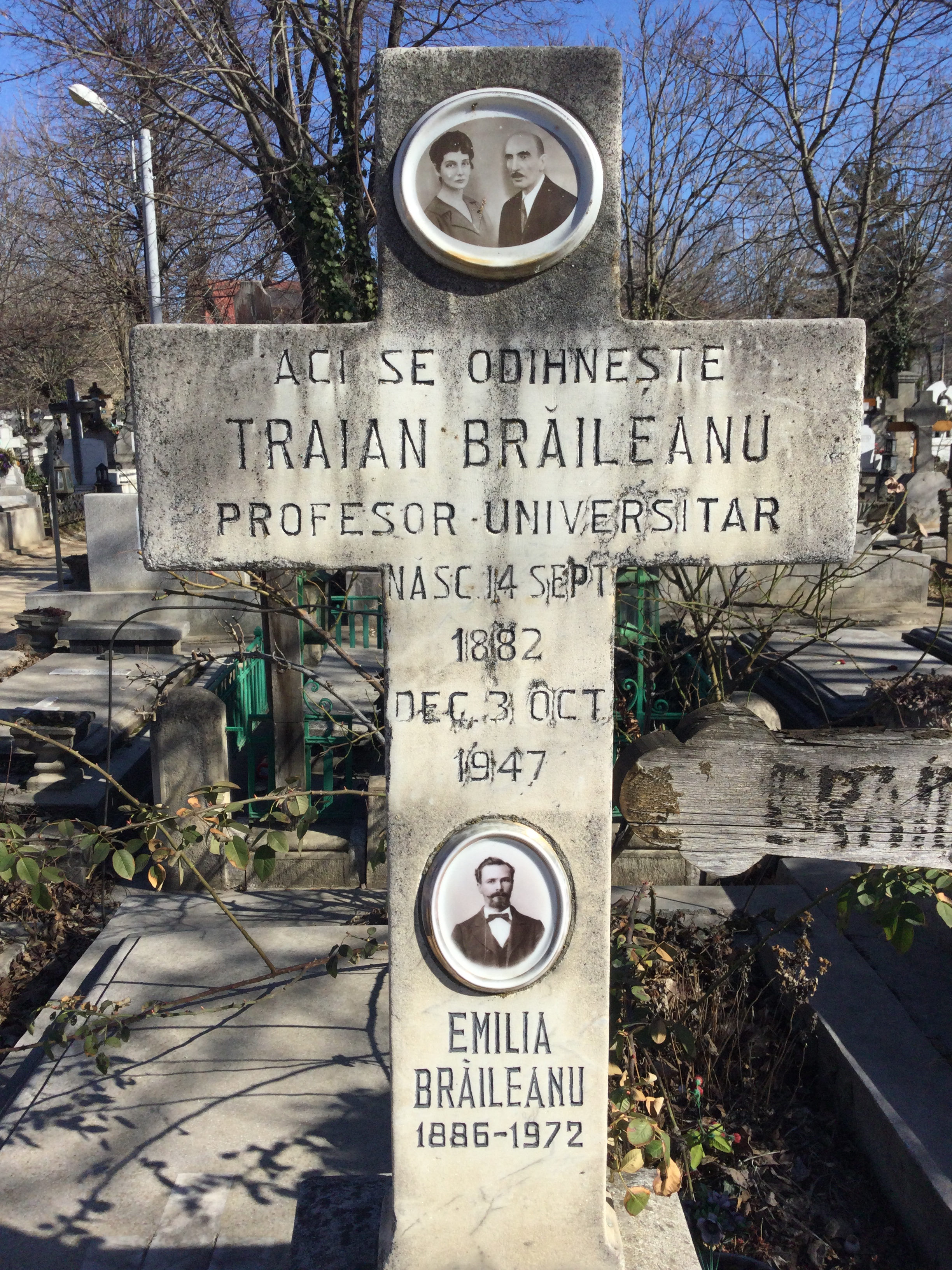
Mormântul său

După rebeliunea legionară a fost arestat și apoi achitat. În 1943 a fost internat în lagărul de la Târgu Jiu, iar în 1946 a fost arestat de regimul comunist, învinuit de „dezastrul țării“ și condamnat la muncă silnică pe viață. A murit la 3 octombrie 1947 la penitenciarul Aiud, fiind înmormântat la Cimitirul „Sf. Vineri“ din București.

## Scrieri
- Elemente de sociologie: politica, Cernăuți, Tipografia "Mitropolitul Silvestru", 1928;
- Știința politică, Cernăuți, s.d., 1928;
- Teoria comunității omenești, București, Cugetarea, 1941;
- Sociologie generală, ediție Constantin Schifirneț, București, Albatros, 2003.
- Politica, ediție Constantin Schifirneț, București, Albatros, 2003.

## Traduceri
- Kant, Immanuel, Întemeierea metafizicii moravurilor, traducere Traian Brăileanu, București, Editura Casa Școalelor, 1929;
- Kant, I.  -- Critica rațiunii pure, traducere și prefață Traian Brăileanu, Editura Casa Școalelor, 1930;
- Kant, I.  -- Critica puterii de judecare, traducere și studiu introductiv Traian Brăileanu, București, Monitorul Oficial, 1940;
- Kant, I.  -- Ideea unei istorii universale, traducere și studiu introductiv Traian Brăileanu,  București, Editura Casa Școalelor, 1943;
- Kant, I.  -- Despre pedagogie, traducere și studiu introductiv Traian Brăileanu, prefață Constantin Stroe, București, Paiadeia, 2002
- Aristotel --"Etica nicomahică", Editura Casa Școalelor, 1944;

## Legături  externe
- Constantin Schifirneț, "Sociologie românească modernă" (două capitole despre Traian Brăileanu), Editura Criterion Publishing, 2009.
- Cezarina  Bărzoi, Ionuț Baiaș. „Traian Brăileanu: Teoreticianul  fundamentării  metafizice a sociologiei” (24 februarie 2008). HotNews.ro. Accesat la 18 februarie 2010.
- Articolul Traian Brăileanu, om de cultură și om politic, 8 iunie 2013, Remus Tănasă, Foaie națională